# 장목초등학교
장목초등학교는 대한민국 경상남도 거제시 장목면 장목리에 있는 공립 초등학교이다.

## 학교 연혁
- 1930년 12월 22일 설립인가
- 1931년 6월 4일 장목공립보통학교(4년제) 개교
- 1938년 4월 1일 장목공립심상소학교로 개칭[1]
- 1940년 4월 1일 6년제로 인가
- 1941년 4월 1일 장목공립국민학교로 개칭[2]
- 1950년 4월 1일 장목국민학교로 명칭 변경[3]
- 1982년 12월 5일 병설유치원 설립인가
- 1992년 3월 1일 농호분교장 본교 흡수
- 1994년 3월 1일 송진분교장 본교 흡수
- 1996년 3월 1일 황포분교장 본교 흡수
- 1996년 3월 1일 장목초등학교로 개칭[4]
- 1998년 3월 1일 유호분교장, 대금초등학교 본교 흡수
- 2020년 2월 14일 제85회 졸업(총 졸업생:5,924명)
- 2020년 3월 1일 제33대 구향숙 교장 부임

## 참고 자료
- 장목초등학교 - 한국교육학술정보원 학교알리미